# Chigy
Chigy ist eine Ortschaft und eine ehemalige französische Gemeinde mit 336 Einwohnern (Stand 1. Januar 2022) im Département Yonne in der Region Bourgogne-Franche-Comté (vor 2016 Bourgogne). Sie gehörte zum Arrondissement Sens und zum Kanton Brienon-sur-Armançon.
Chigy wurde mit Wirkung vom 1. Januar 2016 mit den früheren Gemeinden Theil-sur-Vanne und Vareilles zur Commune nouvelle Les Vallées de la Vanne zusammengeschlossen und übt in der neuen Gemeinde den Status einer Commune déléguée aus.

## Lage
Chigy liegt etwa 18 Kilometer östlich von Sens an der Vanne.

## Bevölkerungsentwicklung
| Jahr                      | 1962 | 1968 | 1975 | 1982 | 1990 | 1999 | 2006 | 2013 |
| Einwohner                 | 211  | 234  | 227  | 210  | 195  | 201  | 255  | 315  |
| Quelle: Cassini und INSEE |      |      |      |      |      |      |      |      |

## Sehenswürdigkeiten
- Kirche Saint-Loup aus dem 19. Jahrhundert